# 5 cm KwK 39
KwK 39 L/60 (нім. 5 cm Kampfwagenkanone 39 L/60) — 50-мм танкова гармата розробки та виробництва німецької компанії Rheinmetall AG на основі 50-мм протитанкової гармати Pak 38, яку використовували у танкових військах вермахту, переважно як основне озброєння середнього танка Panzer III модифікацій Ausf J1, L, M.
Гармата призначалася для заміни на Panzer III 50-мм танкової гармати KwK 38, яка мала довжину L/42 і меншу дульну швидкість. Однак навіть 50-мм гармати KwK 39 з довшим стволом, вищою дульною швидкістю та більшим пробиттям було недостатньо для боротьби проти нових радянських танків Т-34 та КВ-1. Тому з часом Panzer III вже не був ефективним як середній танк, який міг брати участь у боях з танками противника такого типу. Отже, нова роль для танка Panzer III була знайдена. На Panzer III 50-мм гармата KwK 39 була замінена на користь коротшого, але більшого калібру 75-мм низькошвидкісної гармати KwK 37 L/24, яка могла вести вогонь більш ефективними снарядами.

## Ефективність гармати
| 100 м       | 500 м    | 1000 м | 1500 м | 2000 м |       |   |
| PzGr. 39    | 835 м/с  | 69 мм  | 59 мм  | 48 мм  | 37 мм | — |
| PzGr. 40    | 1180 м/с | 130 мм | 72 мм  | 32 мм  | —     | — |
| PzGr. 40/41 | 1130 м/с | 116 мм | 76 мм  | —      | —     | — |

## Зброя схожа за ТТХ та часом застосування
- 47-мм протитанкова гармата C.47 F.R.C. Mod.31
- 57-мм протитанкова гармата QF 6-pounder
- 57-мм гармата QF 6-pounder Hotchkiss
- 45-мм протитанкова гармата зразка 1937 року (53-К)
- 45-мм протитанкова гармата зразка 1942 року (М-42)
- 50-мм автоматична гармата Rheinmetall BK-5
- 47-мм протитанкова гармата SA mle 1937
- 47-мм протитанкова гармата AC 47
- 57-мм танкова гармата Тип 97